# Sindo Garay
Sindo Garay, nome d'arte di Antonio Gumersindo Garay y García (Santiago di Cuba, 11 aprile 1867 – L'Avana, 17 luglio 1968), è stato un compositore, chitarrista e cantante cubano.

## Biografia
Sindo Garay nacque a Santiago di Cuba nel 1867, non frequentò mai nessuna scuola e lavorò in alcuni circhi e poi alla lavorazione del cuoio. Nel 1877 a soli dieci anni scrisse la prima canzone, ispirandosi a José Vivanco Sánchez, precursore del bolero.
Crebbe nell'epoca in cui Cuba cercava l'indipendenza dall'Impero Spagnolo.
Durante la Guerra d'indipendenza cubana (1895-1898) visse nella Repubblica Dominicana e ad Haiti, dove si sposò.
Nel 1906 tornò a Cuba, nel 1926 con Rita Montaner visitò Parigi, dove si fermò per tre mesi suonando le sue canzoni. Negli ultimi anni di vita diceva spesso "Non molti uomini hanno stretto la mano sia a José Martí che a Fidel Castro!". Morì a L'Avana il 17 luglio 1968 a 101 anni d'età.

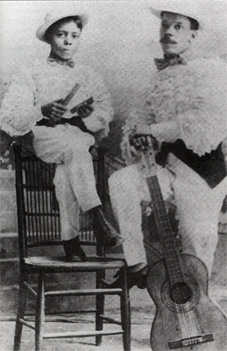
Sindo Garay e suo figlio Guarionex nel 1906